# Даскал Димитри
 Тази статия е за просветния деец в Кюстендилско.  За просветния деец в Рила, също известен като Даскал Димитър вижте Димитър Рилец.  
Димитър Стоянов, наричан Даскал Димитри, е български просветен деец, учител и книжовник от епохата на Възраждането.

## Биография
Даскал Димитри е роден в село Ново село, Струмишко. По-късно семейството му се преселва в село Ваксево, Кюстендилско. Учи в килийното училище при църквата „Успение Богородично“ в град Кюстендил (1834-1840). На 18-годишна възраст става учител. Учителства в село Извор, Босилеградско.
През 1865 година в двора на църквата „Свети Димитър“ в Кюстендил под негово ръководство се изгражда училищна сграда. Той е инициатор и за изграждането на църквата „Свети Димитър“ през 1866 година.
Даскал Димитри е активен участник в борбата за църковна независимост. Близък съратник на Тодор Пеев. През 1872 година става председател на Тайния революционен комитет в Кюстендил. Същата година издава в Цариград „Слово за пастирството на духовните пастири и увещание на частните йереи на изповедта“ - авторизиран превод на съчиненията на Димитрий Ростовски. От 1871 до 1874 година. е учител в основното (взаимно) училище в Кюстендил.
Умира от туберкулоза през 1874 година.
Днес неговото име носи основно училище „Даскал Димитри“ и улица в Кюстендил.